# Verónica Cruz Sánchez
Verónica Cruz Sánchez (León, Guanajuato, 1 de febrero de 1971) es una activista feminista mexicana. 
Ha trabajado desde el año 2000 en la discriminalización y desestigmatización social del aborto acompañando y defendiendo a mujeres para garantizar su acceso a un aborto seguro. En el año 2009, el Centro Las Libres, dirigido por Cruz, y la Clínica de Interés Público del Centro de Investigación y Docencia Económicas (CIDE) lograron la liberación de 9 mujeres condenadas, en Guanajuato, a penas de hasta 30 años de prisión por el delito de homicidio en razón de parentesco en contra de sus hijos no nacidos, cuando habían sufrido abortos espontáneos. En todos los casos se trataba de mujeres provenientes de comunidades rurales.
Fue premiada en el año 2006 como defensora de los derechos humanos por la organización internacional Human Rights Watch (HRW) por su trabajo de defensa de los derechos sexuales y reproductivos, particularmente, el acceso al aborto de las mujeres en Guanajuato.
En 2023 forma parte de «Las mujeres del año» de la revista TIME.

## Biografía
Verónica Cruz Sánchez nació en la ciudad de León, Guanajuato, el 1 de febrero de 1971. Es hija de Margarita Sánchez Ibarra y José Silvio Cruz; es la cuarta de 8 hijos, 5 mujeres y 3 hombres. Desde que estaba en secundaria comenzó a trabajar con las mujeres de su colonia, yendo de casa en casa a enseñarles a leer y escribir; ahí, se dio cuenta de que el trabajo y activismo social eran las áreas en las que quería desempeñarse.  
Verónica Cruz es trabajadora social por la Escuela de Trabajo Social José Cardijn de León. Posteriormente, en el año 2000, cursó una licenciatura en Comercio Internacional en el Instituto Politécnico Nacional. Además, estudió una Maestría en Desarrollo Organizacional en la Universidad de Guanajuato. Tras graduarse como trabajadora social, se desempeñó como trabajadora social en un preescolar y después se incorporó a una organización civil llamada Desarrollo Rural de Guanajuato, en la cual se impulsaba un trabajo de organización comunitaria y planeación participativa en el ámbito rural. Ahí entró en contacto con el feminismo.
En 1995, Verónica Cruz comenzó a trabajar como Coordinadora Regional de la Red Nacional de Organizaciones de Mujeres por un Milenio Feminista. Esta región estaba conformada por los Estados de Michoacán, Aguascalientes, Morelos, Jalisco, San Luis Potosí, Guanajuato, Zacatecas y Querétaro. Uno de los principales ejes de acción de este grupo fue el tema de los derechos sexuales y reproductivos. Posteriormente fue Coordinadora Nacional de la Red.
En el año 2000, tras un importante movilización social para evitar la penalización del aborto en los casos de violación en el Estado de Guanajuato fundó, junto con otras activistas guanajuatenses, el Centro de Información en Salud Sexual y Reproductiva, Las Libres A.C., organización desde la cual ha continuado su trabajo de defensa de los derechos sexuales y reproductivos, centrando sus esfuerzos en la discriminalización y desestigmatición social del aborto.

## Trayectoria

### La defensa de los derechos sexuales y reproductivos en Guanajuato
En agosto del año 2000, una vez Vicente Fox Quesada fue elegido presidente de México; diputados del Partido Acción Nacional en el Congreso Local presentaron una propuesta para modificar el Art. 163 del Código Penal a fin de castigar con cárcel a las mujeres víctimas de una violación que se practicaran un aborto.
Frente a esta determinación el Movimiento Amplio de Mujeres, entre quienes se encontraba Verónica Cruz, comenzaron una movilización de 23 días, la cual concluyó con el veto de dicha reforma por parte del gobernador Ramón Martín Huerta.  En este contexto Rosario Robles Berlanga, Jefa de Gobierno de la Ciudad de México propuso  la despenalización del aborto en esa ciudad hasta las 12 semanas de gestación.
Tras esta situación Verónica Cruz y otras activistas decidieron fundar el Centro de Información en Salud Sexual y Reproductiva, Las Libres A.C cuyo eje de acción es la defensa de los derechos sexuales de las mujeres y los jóvenes con especial énfasis en el derecho a decidir.

### El Caso Sandra
En el año 2003, nuevamente el aborto se puso en el centro del debate público en Guanajuato, esta vez Las Libres dan a conocer el Caso Sandra, una mujer con retraso mental violada por su empleador y a la que las autoridades guanajuatenses negaron el derecho al aborto legal cuando una agente del ministerio público negó a Sandra el cumplimiento de la orden judicial para interrumpir el embarazo.  Resultado de esta denuncia pública se presentaron ante el Congreso local dos iniciativas de reforma al Código de Procedimientos Penales para establecer el procedimiento para que las mujeres guanajuatenses accedieran a un aborto legal.

### El reconocimiento de Human Rights Watch
Verónica Cruz Sánchez es la primera mexicana reconocida por HRW como defensora de derechos humanos del año.  Esto por su trabajo de acompañamiento a mujeres víctimas de violación para que pudieran acceder a los servicios legales y médicos.

### Contra el estigma social del aborto
Tras recibir el reconocimiento de HRW y analizar las limitantes políticas de abordar el tema en México, Cruz desarrolló una red de acompañamiento para reducir el estigma social del aborto. El programa consiste en una red de voluntarias, las cuales acompañan a las mujeres durante sus procedimientos médicos para prestarles apoyo. La red presta servicios de consejería así como el apoyo si han decidido interrumpir un embarazo fuera del sistema de salud formal o en una clínica en la Ciudad de México, único lugar del país donde se puede interrumpir un embarazo a petición de la mujer hasta las 12 semanas de gestación. En el año 2014, Verónica Cruz produjo un cortometraje documental, Acompañamiento, para demostrar cómo el modelo desarrollado tiene dos fines: apoyar a las mujeres y reducir el estigma social en torno al aborto.

### Mujeres presas por aborto
En 2008, Vero Cruz y otras activistas comenzaron a entrevistar a mujeres que estaban encarceladas por el delito de aborto en Guanajuato, recopilando estadísticas sobre las razones de su encarcelamiento. Descubrieron que, en algunos casos, las mujeres estaban encarceladas por hasta 35 años bajo el cargo de "homicidio agravado en razón de parentesco en contra de su hijo no nacido". Al revisar la ley, Cruz descubrió que ese delito no se encontraba definido en los estatutos legales. En el año 2010, Cruz y Las Libres ayudaron a financiar y apoyar los procedimientos legales que resultaron en la puesta en libertad de siete mujeres: Alma Yareli Salazar, María Araceli Camargo Juárez, Ofelia Segura Frías, Yolanda Martínez Montoya, Liliana Morales Moreno, Ana Rosa Padrón Alarcón y Susana Dueñas Rocha. Si bien las mujeres no fueron exoneradas, sus castigos se consideraron excesivamente punitivos. También, en 2014, Cruz coprodujo un documental que contaba las historias de estas mujeres: Las Libres la historia después de....

### Impacto en otros Estados mexicanos
El amplio reconocimiento al trabajo de defensa de los derechos sexuales y reproductivos de Verónica Cruz y Las Libres han implicado que la organización realice trabajos en otros Estados como: Guerrero, Querétaro y San Luis Potosí.
En el año 2011, Las Libres en conjunto con la Clínica de Interés Público del CIDE tomaron la defensa de Virginia Cruz Flores, indígena nahua, que había estado encarcelada sin juicio durante más de tres años bajo el cargo de «homicidio en razón de parentesco». Virginia Cruz fue detenida sin orden de aprehensión, las pruebas que presentó el Ministerio Público al juez fueron obtenidas luego de un cateo ilegal en su domicilio, además de que el principal testimonio para inculparla fue el de su hijo de cuatro años. El caso concluyó con un amparo del Poder Judicial para reponer el proceso penal.
Posteriormente, Las Libres tomaron el caso de Adriana Manzanares, una mujer indígena tlapaneca condenada a 22 años de cárcel por el delito de aborto. El caso fue llevado a la Suprema Corte de Justicia de la Nación, quien tras revisar el amparo interpuesto por Las Libres y la Clínica de Interés Público del CIDE ordenó su liberación inmediata ya que durante el juicio no se garantizó su derecho al debido proceso y el Ministerio Público utilizó la docimasia pulmonar (separar en cuatro los pulmones del feto e introducirlos en agua; si flotan se determina que el feto tenía vida y por lo tanto fue asesinado), un método no científico para determinar su culpabilidad. Adriana fue puesta en libertad en enero del año 2014.

### Articulación Interestatal por el derecho a decidir
Conjuntamente con el Fondo Global de Mujeres, Cruz y Las Libres fundaron la Articulación Interestatal por el Derecho a decidir. Es una red de organizaciones feministas que trabaja en varios estados mexicanos para despenalizar y reducir el estigma sobre el acceso al aborto. Buscan cambios en la política legal, la mejora de la calidad y el acceso a los servicios médicos y legales relacionados con el derecho a decidir, así como fomentar un diálogo público tendiente a reducir las medidas punitivas en torno al aborto. Esta red he realizado alianzas con otras redes y grupos en América Latina y el Caribe compartiendo estrategias de atención, acceso y desestigmatización en torno al aborto.